# Paul Carron de La Carrière
Pour les articles homonymes, voir Paul Caron et Caron.
Paul-Ange-Louis-Marie Carron de La Carrière (22 juillet 1852, Paris - 15 mai 1915, Piré-sur-Seiche), est un homme politique français.

## Biographie
Fils de Denis Carron de La Carrière, consul général de France, maire de Piré et conseiller général d'Ille-et-Vilaine, et de Clémence Cécile Titon du Tillet, il devient maire de Piré-sur-Seiche et conseiller général d'Ille-et-Vilaine (pour le canton de Janzé). Il est élu, le 23 mai 1886, député du ce département. Il alla siéger à droite. Il bat Félix Martin-Feuillée, candidat républicain et ancien ministre de la justice, dans la deuxième circonscription de Rennes. Vice-président du conseil général d'Ille-et-Vilaine, il est réélu en 1889. Il est révoqué de ses fonctions de maire en 1909.

## Sources
- « Paul Carron de La Carrière », dans le Dictionnaire des parlementaires français (1889-1940), sous la direction de Jean Jolly, PUF, 1960 [détail de l’édition]